# Pterodecta
Pterodecta es un género de polillas de la familia Callidulidae.

## Especies
- Pterodecta felderi (Bremer, 1864)